# Gran Premi de la Música Japonesa
El Gran Premi de la Música Japonesa (日本歌謡大賞, Nihon Kayō Taishō) fou un premi de música actiu entre l'any 1970 i 1993 organitzat per la "Unió de Productors d'Emissores Musicals", formada per les emissores FTV, NTV, TV Asahi, TV Tokyo, Nippon Broadcasting System, Nippon Cultural Broadcasting, RF Radio Nippon i FM Tokyo. El concurs es va idear també com una contraaposta al Japan Record Awards, organitzat per la TBS. La majoria de les edicions es van celebrar al conegut Nippon Budokan. L'any 1988 no es va celebrar l'edició com a mostra de respecte a la salut de l'Emperador Showa, que moriria poc després, el gener de 1989.

## Seus
- 1970-1971: Keio Plaza Hotel (Shinjuku)
- 1972: Teatre Shinjuku Koma (Shinjuku)
- 1973-1974: Nippon Budokan (Chiyoda)
- 1975: Nakano Sun Plaza (Nakano)
- 1976-1978: Nippon Budokan (Chiyoda)
- 1979: NHK Hall (Shibuya)
- 1980-1992: Nippon Budokan (Chiyoda)
- 1993: Tokyo Bay NK Hall (Urayasu, Prefectura de Chiba)

## Llista d'edicions i guanyadors
| Any  | Intèrpret        | Cançó                                               | Cadena   |
| ---- | ---------------- | --------------------------------------------------- | -------- |
| 1970 | Keiko Fuji       | "Keiko no yume wa yoru hiraku" (圭子の夢は夜ひらく) | Cap      |
| 1971 | Kiyohiko Ozaki   | "Mata au hi made" (また逢う日まで)                  | Tokyo 12 |
| 1972 | Rumiko Koyanagi  | "Seto no Hanayome" (瀬戸の花嫁)                     | FTV      |
| 1973 | Kenji Sawada     | "Kikenna futari" (危険なふたり)                     | NTV      |
| 1974 | Shinichi Mori    | "Erimo Misaki" (襟裳岬)                             | NET      |
| 1975 | Akira Fuse       | "Cyclamen no kaori" (シクラメンのかほり)            | Tokyo 12 |
| 1976 | Harumi Miyako    | "Kita no yado kara" (北の宿から)                    | FTV      |
| 1977 | Kenji Sawada     | "Katte ni Shiyagare" (勝手にしやがれ)               | NTV      |
| 1978 | Pink Lady        | "Southpaw" (サウスポー)                             | TV Asahi |
| 1979 | Hideki Saijō     | "Young Man (Y.M.C.A.)"                              | Tokyo 12 |
| 1980 | Aki Yashiro      | "Ame no Bojō" (雨の慕情)                            | FTV      |
| 1981 | Akira Terao      | "Ruby no yubi wa" (ルビーの指環)                    | NTV      |
| 1982 | Hiromi Iwasaki   | "Madonna-tachi no Lullaby" (聖母たちのララバイ)     | TV Asahi |
| 1983 | Toshihiko Tahara | "Saraba... Natsu" (さらば・・・夏)                  | TV Tokyo |
| 1984 | Hiroshi Itsuki   | "Nagare gawa enka" (長良川艶歌)                     | FTV      |
| 1985 | Masahiko Kondō   | "Taishō" (大将)                                     | NTV      |
| 1986 | Akina Nakamori   | "Fin"                                               | TV Asahi |
| 1987 | Masahiko Kondō   | "Naite mirya iijan" (泣いてみりゃいいじゃん)        | TV Tokyo |
| 1988 | -                | -                                                   | -        |
| 1989 | Hikaru Genji     | "Taiyō ga Ippai" (太陽がいっぱい)                   | FTV      |
| 1990 | Takao Horiuchi   | "Koi Uta Tsuzuri" (恋唄綴り)                        | NTV      |
| 1991 | Tunnels          | "Nasakenee" (情けねえ)                              | TV Asahi |
| 1992 | Kaori Kōzai      | "Hanabanka" (花挽歌)                                | TV Tokyo |
| 1993 | Takao Horiuchi   | "Kagebōshi" (影法師)                                | FTV      |